# Transformada de Legendre

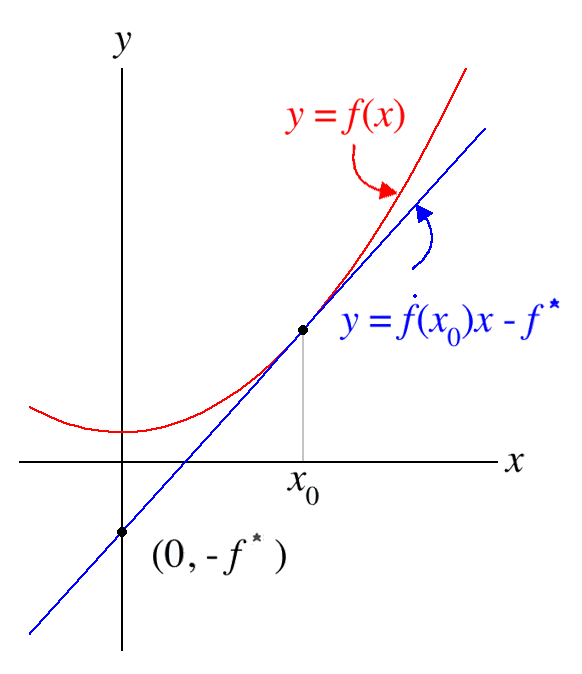
Interpretación geométrica de la Transformada de Legendre.

En matemáticas se dice que dos funciones diferenciables f y g son una transformada de Legendre si cada una de sus primeras derivadas son función inversa de la otra:
{\displaystyle Df=\left(Dg\right)^{-1}}
Se dice entonces de f y g que están relacionadas por una transformada de Legendre. Son unívocas hasta una constante aditiva que normalmente se fija mediante el requisito adicional de que
{\displaystyle f(x)+g(y)=x\,y.}
La transformada de Legendre es su propia inversa, y está relacionada con la integración por partes. Dicha transformada se puede generalizar a la transformada de Legendre-Fenchel. Una transformada de Legendre da como resultado una nueva función, en la que se sustituye una o más variables independientes con la derivada de la función original respecto a esa variable. Reciben su nombre debido a Adrien-Marie Legendre.

## Motivación
En ciertos problemas matemáticos o físicos es deseable expresar una cierta magnitud f (como la energía interna) como función diferente g en que los argumentos sean precisamente las derivadas de la función respecto a las antiguas variables. Si designamos al nuevo argumento y se tiene que la relación con el viejo argumento es y = df/dx. 

La transformación de Legendre permite la construcción anterior, mediante el teorema de la función implícita, de una nueva función g que satisface los requisitos anteriores:

{\displaystyle g(y):=({\mathcal {L}}f)(y)=x(y)y-f(x(y))}

Donde {\displaystyle f(x)\,} es la función original y {\displaystyle {\mathcal {L}}:C^{(2)}(D,\mathbb {R} )\to C^{(2)}(D,\mathbb {R} )} es el operador transformada de Legendre. Una función {\displaystyle f(x)\,} admite transformada de Legendre, si existe su derivada segunda y no se anula nunca:

En esas condiciones el Teorema de la Función Implícita aplicado a la función:

{\displaystyle {\begin{array}{lcr}F:\mathbb {R} ^{3}&\to &\mathbb {R} \\F(x,y)&=&y-{\frac {df}{dx}}\end{array}}}

garantiza que existe la función diferenciable, x(y).

### Aplicaciones a los potenciales termodinámicos
La estrategia tras el uso de las transformadas de Legendre es cambiar la dependencia de una función de una variable independiente a otra función (la derivada de la función original con respecto a su variable independiente) tomando la diferencia entre la función original y su producto. Se usan para realizar transformaciones entre los diversos potenciales termodinámicos. 
Por ejemplo, mientras las energía interna es una función explícita de las variables extensivas, entropía, volumen (y composición química)

{\displaystyle U=U(S,V,\{N_{i}\})\,}
la entalpía es otra función de estado que puede construirse como la transformada de Legendre de la energía interna U con respecto a −PV

{\displaystyle H=U+PV\,=H(S,P,\{N_{i}\})\,}
{\displaystyle P=\,-\left({\frac {\partial U}{\partial V}}\right)_{S}\,}
se convierte en función de la entropía y la cantidad intensiva, presión, como variables naturales, y es útil cuando la P (externa) es constante. La transformación estará definida siempre que sea posible "invertir" el volumen en función de la presión y la entropía, cosa que requiere que:

{\displaystyle 0\neq \left({\frac {\partial ^{2}U}{\partial V^{2}}}\right)_{S}=\left({\frac {\partial P}{\partial V}}\right)_{S}=-{\frac {1}{\beta _{s}V}}}
Donde βs es la compresibilidad adiabática.
Las energías libres (Helmholtz y Gibbs se obtienen mediante sucesivas transformadas de Legendre, eliminando TS (de U y H, respectivamente), cambiando la dependencia de la entropía S a su variable conjugada intensiva temperatura T, y es útil cuando ésta es constante.

### Aplicaciones a la electrotecnia
Otro ejemplo de la física: considere un condensador de placas plano-paralelas cuyas placas puedan aproximarse o alejarse una de otra, intercambiando trabajo con fuerzas mecánicas externas que mantienen la separación de las placas (análogo a un gas en un cilindro con un pistón. Queremos que la fuerza atractiva f entre las placas sea función de la separación variable x (Los dos vectores espaciales apuntan en sentidos opuestos). Si las cargas de las placas se mantienen constantes mientras se mueven, la fuerza es el gradiente negativo de la energía electrostática.
{\displaystyle U(Q,\mathbf {x} )={\begin{matrix}{\frac {1}{2}}\end{matrix}}QV\,.}
Sin embargo, si se mantiene constante el voltaje entre las placas V conectando una batería, que es una reserva de carga a diferencia de potencial constante, la fuerza se convierte en el gradiente negativo de la transformada de Legendre
{\displaystyle U-QV=-{\begin{matrix}{\frac {1}{2}}\end{matrix}}QV\,.}
Las dos funciones resultan ser negativas solo por la linealidad de la capacitancia. Por supuesto, para una carga, voltaje y distancia dadas, la fuerza estática debe ser la misma mediante cualquier cálculo ya que las placas no pueden "saber" qué se mantendrá constante mientras se mueven.

### Aplicaciones en mecánica clásica
En mecánica clásica se usa una transformada de Legendre para derivar la formulación hamiltoniana partiendo de la formulación lagrangiana, y viceversa.
Eso es posible, puesto que la función lagrangiana o lagrangiano que aparece en la formulación lagrangiana es un función explícita de las coordenadas posicionales qj y las velocidades generalizadas dqj /dt (y tiempo). Por su parte la función de Hamilton o hamiltoniano que aparece en la formulación hamiltoniana es función explícita de las coordenadas posicionales y los momentos. El punto importante es que los momentos pueden ser obtenidos como derivadas del lagrangiano:

{\displaystyle p_{j}={\frac {\partial L(q_{i},{\dot {q}}_{i})}{\partial {\dot {q}}_{j}}}}

con lo cual estamos en las condiciones para construir el hamiltoniano a partir del lagrangiano (siempre y cuando además se cumpla la condición requerida por el teorema de la función implícita). En esas condiciones el hamiltoniano viene dado como transformación de Legendre del lagrangiano:

{\displaystyle H\left(q_{j},p_{j},t\right)=\sum _{i}{\dot {q}}_{i}p_{i}-L(q_{j},{\dot {q}}_{j},t)=\sum _{i}{\dot {q}}_{i}((q_{i},p_{i}))p_{i}-L(q_{j},{\dot {q}}_{j}(q_{i},p_{i}),t)}

La transformación anterior es posible que el lagrangiano en cada punto del espacio de configuración sea una forma bilineal cuadrática no-degenerada de las velocidades puesto que en ese caso, la condición de existencia de la inversa {\displaystyle {\dot {q}}_{j}={\dot {q}}_{j}(p_{j},q_{j})} está automáticamente garantizada por el teorema de la función implícita ya que:

{\displaystyle {\frac {\partial ^{2}L}{\partial {{\dot {q}}_{j}}^{2}}}=a_{jj}\neq 0}

Cada una de las dos formulaciones de la mecánica clásica tiene su propio campo de aplicación, tanto en los fundamentos teóricos del tema como en la práctica, dependiendo de la sencillez de cómputo de un problema en particular. Las coordenadas no tienen necesariamente que ser rectilíneas o cartesinas, sino también ángulos, etc. Una opción óptima tomaría ventaja de las simetrías físicas reales.

## Ejemplos

Ejemplo de una transformada de Legendre para una función cuadrática. En la figura de arriba se muestra la recta tangente de dicha curva y, abajo, la gráfica de la transformada de Legendre para esta función. Con código de color se observa que la transformada de Legendre depende de la pendiente de la recta tangente y su valor corresponde a la distancia entre la curva original y la distancia donde la recta tangente corta al eje vertical.

La función exponencial ex tiene a  x ln x − x  como transformada de Legendre, dado que las primeras derivadas respectivas ex y ln x son inversa una de la otra. Este ejemplo muestra que los dominios respectivos de una función y su transformada de Legendre no tienen por qué coincidir.
De forma similar, la forma cuadrática
{\displaystyle u(x)={\begin{matrix}{\frac {1}{2}}\end{matrix}}\,x^{t}\,A\,x}
donde A es una matriz simétrica invertible de n por n, tiene por transformada de Legendre a
{\displaystyle v(y)={\begin{matrix}{\frac {1}{2}}\end{matrix}}\,y^{t}\,A^{-1}\,y}

## Transformada de Legendre en una dimensión
En una dimensión, se puede encontrar la transformada de Legendre de una función f : R → R con primera derivada invertible usando la fórmula
{\displaystyle g(y)=y\,x-f(x),\,x=f^{\prime -1}(y)}
Se puede ver esto como la integración de ambos lados de la condición definitoria restringida a una dimensión
{\displaystyle f^{\prime }(x)=g^{\prime -1}(x)}
de x0 a x1, haciendo uso del teorema fundamental del cálculo en el lado izquierdo y sustituyendo
{\displaystyle y=g^{\prime -1}(x)}
en el lado derecho para encontrar
{\displaystyle f(x_{1})-f(x_{0})=\int _{y_{0}}^{y_{1}}y\,g^{\prime \prime }(y)\,dy}
donde g′(y0) = x0, g′(y1) = x1. Usando integración por partes la última integral se simplifica como
{\displaystyle y_{1}\,g^{\prime }(y_{1})-y_{0}\,g^{\prime }(y_{0})-\int _{y_{0}}^{y_{1}}g^{\prime }(y)\,dy=y_{1}\,x_{1}-y_{0}\,x_{0}-g(y_{1})+g(y_{0})}
Por tanto,
{\displaystyle f(x_{1})+g(y_{1})-y_{1}\,x_{1}=f(x_{0})+g(y_{0})-y_{0}\,x_{0}}
Dado que el lado izquierdo de esta ecuación sólo depende de x1 y el derecho sólo de x0, tienen que evaluar a la misma constante.
{\displaystyle f(x)+g(y)-y\,x=C,\,x=g^{\prime }(y)=f^{\prime -1}(y)}
Resolviendo para g y escogiendo que C sea cero obtenemos la fórmula mencionada anteriormente.

## Interpretación geométrica
Para una función estrictamente convexa, se puede interpretar la transformada de Legendre como una correspondencia entre la gráfica de la función y la familia de tangentes de la gráfica. (Para una función de una variable, las tangentes están bien definidas en todos los puntos excepto para un conjunto numerable de ellos, dado que una función convexa es diferenciable en todos sus puntos excepto en una cantidad numerable de ellos.)
La ecuación de una línea con pendiente m y punto b de corte del eje de las ordenadas la da
{\displaystyle y=mx+b\,}
Para que esta línea sea tangente a la gráfica de una función f en el punto (x0, f(x0)) se precisa que
{\displaystyle f\left(x_{0}\right)=mx_{0}+b}
y
{\displaystyle m=f^{\prime }\left(x_{0}\right)}
f es estrictamente monótona ya que es la derivada de una función estrictamente convexa, y la segunda función se puede resolver para x0, permitiendo eliminar x0 de la primera, dejando el término b' de la tangente como función de su pendiente m:
{\displaystyle b=f\left(f^{\prime -1}\left(m\right)\right)-m\cdot f^{\prime -1}\left(m\right)=-f^{\star }(m)}
Aquí f* denota la transformada de Legendre de f.
La familia de tangentes de la gráfica de f la da por tanto, parametrizada por m,
{\displaystyle y=mx-f^{\star }(m)}
o, escrito de forma explícita, viene dada por las soluciones de la ecuación
{\displaystyle F(x,y,m)=y+f^{\star }(m)-mx=0}
La gráfica de la función original se puede reconstruir partiendo de esta familia de líneas como la envolvente de esta familia exigiendo que
{\displaystyle {\partial F(x,y,m) \over \partial m}=f^{\star \prime }(m)-x=0}
Eliminando m de estas dos ecuaciones obtenemos
{\displaystyle y=x\cdot f^{\star \prime -1}(x)-f^{\star }\left(f^{\star \prime -1}(x)\right)}
Identificando y con f(x) y reconociendo el lado derecho de la ecuación anterior como la transformada de Legendre de f*, encontramos que
{\displaystyle f(x)=f^{\star \star }(x)}

## Transformada de Legendre en más de una dimensión
Para una función real diferenciable sobre un subconjunto abierto U de Rn, el conjugado de Legendre del par (U, f) se define como el par (V, g), donde V es la imagen de U según la función gradiente Df, y g es la función sobre V dada por la fórmula
{\displaystyle g(y)=\left\langle y,x\right\rangle -f\left(x\right),\,x=\left(Df\right)^{-1}(y)}
donde {\displaystyle \left\langle u,v\right\rangle =\sum _{k=1}^{n}u_{k}\cdot v_{k}} es el producto escalar sobre Rn.
De forma alternativa, si X es un espacio vectorial real e Y es un espacio dual, entonces para cada punto {\displaystyle x\in X} e {\displaystyle y\in Y}, existe una identificación natural de los espacios cotangentes T*Xx con Y y T*Yy con X. Si f es una función real diferenciable sobre X, entonces, su derivada exterior df es una sección del fibrado cotangente T*X y como tal, podemos construir una correspondencia de X sobre Y. De forma similar, si g es una función real diferenciable sobre Y, dg define una correspondencia de Y sobre X. Si ambas correspondencias son inversas de la otra, decimos que tenemos una transformada de Legendre.

## Más propiedades
En lo que sigue, la transformada de Legendre de una función f se denota como f*.

### Propiedades de escalado
La transformada de Legendre tiene las siguientes propiedades de escala:
{\displaystyle f(x)=a\cdot g(x)\Rightarrow f^{\star }(p)=a\cdot g^{\star }\left({\frac {p}{a}}\right)}
{\displaystyle f(x)=g(a\cdot x)\Rightarrow f^{\star }(p)=g^{\star }\left({\frac {p}{a}}\right)}
Se sigue de aquí que si una función es homogénea de grado r entonces su imagen bajo la transformada de Legendre es una función homogénea de grado s, donde 1/r + 1/s = 1.

### Comportamiento ante traslación
{\displaystyle f(x)=g(x)+b\Rightarrow f^{\star }(p)=g^{\star }(p)-b}
{\displaystyle f(x)=g(x+y)\Rightarrow f^{\star }(p)=g^{\star }(p)-p\cdot y}

### Comportamiento ante inversión
{\displaystyle f(x)=g^{-1}(x)\Rightarrow f^{\star }(p)=-p\cdot g^{\star }\left({\frac {1}{p}}\right)}

### Comportamiento ante transformaciones lineales
Sea A una transformación lineal de Rn en Rm. Para cualquier función convexa f sobre Rn, tenemos
{\displaystyle \left(Af\right)^{\star }=f^{\star }A^{\star }}

donde A* es el adjunto de A definido por
{\displaystyle \left\langle Ax,y^{\star }\right\rangle =\left\langle x,A^{\star }y^{\star }\right\rangle }
Una función convexa cerrada f es simétrica con respecto a un conjunto dado G de transformaciones lineales ortogonales,
{\displaystyle f\left(Ax\right)=f(x),\;\forall x,\;\forall A\in G}
si y sólo si f* es simétrica con respecto a G.

### Convolución infimal
La convolución infimal de dos funciones f y g se define como
{\displaystyle \left(f\star _{\inf }g\right)(x)=\inf \left\{f(x-y)+g(y)\,|\,y\in \mathbb {R} ^{n}\right\}}
Sean f1, …, fm funciones convexas propias sobre Rn. Entonces
{\displaystyle \left(f_{1}\star _{\inf }\cdots \star _{\inf }f_{m}\right)^{\star }=f_{1}^{\star }+\cdots +f_{m}^{\star }}